# Sam Morsy
Samy Sayed Morsy – meglio noto come Sam – (Wolverhampton, 10 settembre 1991) è un calciatore inglese naturalizzato egiziano, centrocampista del Kuwait SC.

## Biografia
È nato a Wolverhampton, da padre egiziano e madre inglese.

## Caratteristiche tecniche
Vertice basso di centrocampo, dotato di aggressività e temperamento. Tra le sue doti spiccano l'abilità nei contrasti che gli consente di interrompere le manovre di gioco avversarie, una spiccata propensione offensiva e un'eccessiva irruenza negli interventi, che lo porta a commettere falli evitabili. In caso di necessità può essere utilizzato nel ruolo di terzino destro.

## Carriera

### Club
Inizia a giocare a calcio nel settore giovanile del Wolverhampton. Nel 2008 viene tesserato dal Port Vale. Esordisce in prima squadra il 23 febbraio 2010 in Port Vale-Lincoln City (4-0), sostituendo Tommy Fraser al 37' della ripresa. Il 1º aprile 2011 rinnova il proprio contratto per altre due stagioni. Il 6 novembre 2012, una brutta entrata – sul risultato di 2-0 – ai danni di Jason Kennedy gli costa l'espulsione diretta. I Valiants, si faranno recuperare 2-2 dal Rochdale, scatenando le ire del tecnico Micky Adams, il quale sanziona il giocatore multandolo per l'equivalente di due settimane di stipendio, oltre a metterlo fuori rosa per sei settimane. Il 20 aprile 2013 la squadra si assicura la promozione in League One.
Il 30 giugno – rimasto senza squadra dopo aver rifiutato il rinnovo contrattuale – si lega per due stagioni al Chesterfield. Termina la stagione – conclusa con la promozione in League One con una giornata di anticipo –  segnando 2 reti in 39 presenze complessive.
Il 28 gennaio 2016 si lega per due stagioni e mezza al Wigan, in League One, con cui a fine stagione ottiene la promozione in Championship. Il 31 agosto 2016 passa in prestito al Barnsley. Il 16 gennaio 2017 torna al Wigan, prolugando l'accordo con i Latics fino al 2019. L'11 settembre 2020 lascia il Wigan – di cui è stato anche capitano – trasferendosi a titolo definitivo al Middlesbrough, in Championship, firmando un contratto valido per tre anni.

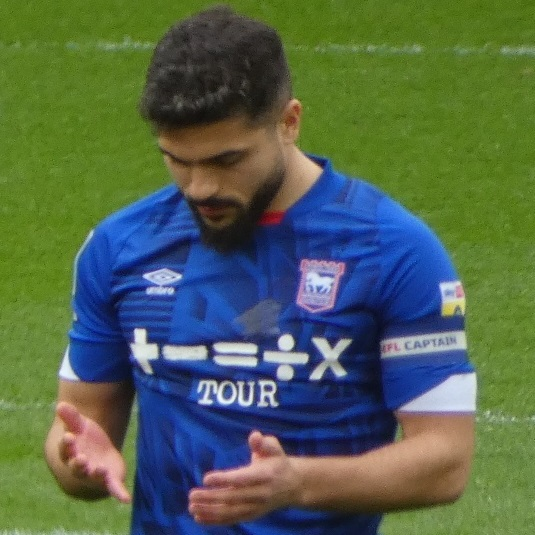
Morsy nel 2023.

Il 31 agosto 2021 scende di categoria, firmando un triennale con l'Ipswich Town, in League One. A ottobre viene nominato capitano della rosa. Nel 2023 la squadra viene promossa in Championship. Il 4 maggio 2024 l'Ipswich Town viene promosso in Premier League – diventando la quinta squadra a riuscire nell'impresa del doppio salto di categoria, dalla League One alla Premier League – tornando nella massima serie inglese dopo 22 anni.
Esordisce in Premier League il 17 agosto 2024 in Ipswich Town-Liverpool (0-2).

### Nazionale
Il 16 agosto 2016 viene convocato in nazionale dal CT Héctor Cúper in vista degli impegni contro Guinea e Sudafrica. Esordisce in nazionale il 30 agosto in occasione dell'amichevole disputata contro la Guinea (1-1 il risultato finale), subentrando a inizio ripresa al posto di Ahmed Fathi. Nel 2018 viene inserito nella rosa partecipante ai Mondiali di calcio in Russia.

## Statistiche

### Presenze e reti nei club
Statistiche aggiornate al 14 dicembre 2024.
| Stagione             | Squadra              | Campionato           | Campionato | Campionato | Coppe nazionali | Coppe nazionali | Coppe nazionali | Coppe continentali | Coppe continentali | Coppe continentali | Altre coppe | Altre coppe | Altre coppe | Totale | Totale |
| Stagione             | Squadra              | Comp                 | Pres       | Reti       | Comp            | Pres            | Reti            | Comp               | Pres               | Reti               | Comp        | Pres        | Reti        | Pres   | Reti   |
| -------------------- | -------------------- | -------------------- | ---------- | ---------- | --------------- | --------------- | --------------- | ------------------ | ------------------ | ------------------ | ----------- | ----------- | ----------- | ------ | ------ |
| 2009-2010            | Port Vale            | FL2                  | 1          | 0          | FACup+CdL       | 0               | 0               | -                  | -                  | -                  | FLT         | 0           | 0           | 1      | 0      |
| 2010-2011            | Port Vale            | FL2                  | 16         | 1          | FACup+CdL       | 1+0             | 0               | -                  | -                  | -                  | FLT         | 0           | 0           | 17     | 1      |
| 2011-2012            | Port Vale            | FL2                  | 26         | 1          | FACup+CdL       | 2+0             | 0               | -                  | -                  | -                  | FLT         | 0           | 0           | 28     | 1      |
| 2012-2013            | Port Vale            | FL2                  | 28         | 2          | FACup+CdL       | 1+1             | 0               | -                  | -                  | -                  | FLT         | 2           | 0           | 32     | 2      |
| Totale Port Vale     | Totale Port Vale     | Totale Port Vale     | 71         | 4          |                 | 5               | 0               |                    | -                  | -                  |             | 2           | 0           | 78     | 4      |
| 2013-2014            | Chesterfield         | FL2                  | 34         | 1          | FACup+CdL       | 0+1             | 0               | -                  | -                  | -                  | FLT         | 4           | 1           | 39     | 2      |
| 2014-2015            | Chesterfield         | FL1                  | 39+2       | 2          | FACup+CdL       | 6+1             | 0               | -                  | -                  | -                  | FLT         | 0           | 0           | 48     | 2      |
| 2015-gen. 2016       | Chesterfield         | FL1                  | 26         | 4          | FACup+CdL       | 3+1             | 1+0             | -                  | -                  | -                  | FLT         | 0           | 0           | 30     | 5      |
| Totale Chesterfield  | Totale Chesterfield  | Totale Chesterfield  | 99+2       | 7          |                 | 12              | 1               |                    | -                  | -                  |             | 4           | 1           | 117    | 9      |
| gen.-giu. 2016       | Wigan                | FL1                  | 16         | 1          | FACup+CdL       | -               | -               | -                  | -                  | -                  | FLT         | -           | -           | 16     | 1      |
| 2016-gen. 2017       | Barnsley             | FLC                  | 14         | 0          | FACup+CdL       | 0               | 0               | -                  | -                  | -                  | -           | -           | -           | 14     | 0      |
| gen.-giu. 2017       | Wigan                | FLC                  | 15         | 1          | FACup+CdL       | 2+0             | 0               | -                  | -                  | -                  | -           | -           | -           | 17     | 1      |
| 2017-2018            | Wigan                | FL1                  | 41         | 2          | FACup+CdL       | 6+0             | 1               | -                  | -                  | -                  | FLT         | 0           | 0           | 47     | 3      |
| 2018-2019            | Wigan                | FLC                  | 40         | 1          | FACup+CdL       | 0               | 0               | -                  | -                  | -                  | -           | -           | -           | 40     | 1      |
| 2019-2020            | Wigan                | FLC                  | 43         | 3          | FACup+CdL       | 1+0             | 0               | -                  | -                  | -                  | -           | -           | -           | 44     | 3      |
| Totale Wigan         | Totale Wigan         | Totale Wigan         | 155        | 8          |                 | 9               | 1               |                    | -                  | -                  |             | 0           | 0           | 164    | 9      |
| 2020-2021            | Middlesbrough        | FLC                  | 31         | 1          | FACup+CdL       | 0+1             | 0               | -                  | -                  | -                  | -           | -           | -           | 32     | 1      |
| ago. 2021            | Middlesbrough        | FLC                  | 3          | 0          | FACup+CdL       | 0+1             | 0               | -                  | -                  | -                  | -           | -           | -           | 4      | 0      |
| Totale Middlesbrough | Totale Middlesbrough | Totale Middlesbrough | 34         | 1          |                 | 2               | 0               |                    | -                  | -                  |             | -           | -           | 36     | 1      |
| ago. 2021-2022       | Ipswich Town         | FL1                  | 34         | 3          | FACup+CdL       | 3+0             | 0               | -                  | -                  | -                  | FLT         | 1           | 0           | 38     | 3      |
| 2022-2023            | Ipswich Town         | FL1                  | 44         | 4          | FACup+CdL       | 4+0             | 0               | -                  | -                  | -                  | FLT         | 1           | 0           | 49     | 4      |
| 2023-2024            | Ipswich Town         | FLC                  | 42         | 2          | FACup+CdL       | 2+0             | 0               | -                  | -                  | -                  | -           | -           | -           | 44     | 2      |
| 2024-2025            | Ipswich Town         | PL                   | 33         | 1          | FACup+CdL       | 0               | 0               | -                  | -                  | -                  | -           | -           | -           | 33     | 1      |
| Totale Ipswich Town  | Totale Ipswich Town  | Totale Ipswich Town  | 153        | 10         |                 | 9               | 0               |                    | -                  | -                  |             | 2           | 0           | 164    | 10     |
| Totale carriera      | Totale carriera      | Totale carriera      | 528        | 30         |                 | 37              | 2               |                    | -                  | -                  |             | 8           | 1           | 573    | 33     |

### Cronologia presenze e reti in nazionale
| Cronologia completa delle presenze e delle reti in nazionale ― Egitto | Cronologia completa delle presenze e delle reti in nazionale ― Egitto | Cronologia completa delle presenze e delle reti in nazionale ― Egitto | Cronologia completa delle presenze e delle reti in nazionale ― Egitto | Cronologia completa delle presenze e delle reti in nazionale ― Egitto | Cronologia completa delle presenze e delle reti in nazionale ― Egitto | Cronologia completa delle presenze e delle reti in nazionale ― Egitto | Cronologia completa delle presenze e delle reti in nazionale ― Egitto |
| Data                                                                  | Città                                                                 | In casa                                                               | Risultato                                                             | Ospiti                                                                | Competizione                                                          | Reti                                                                  | Note                                                                  |
| --------------------------------------------------------------------- | --------------------------------------------------------------------- | --------------------------------------------------------------------- | --------------------------------------------------------------------- | --------------------------------------------------------------------- | --------------------------------------------------------------------- | --------------------------------------------------------------------- | --------------------------------------------------------------------- |
| 30-8-2016                                                             | Alessandria d'Egitto                                                  | Egitto                                                                | 1 – 1                                                                 | Guinea                                                                | Amichevole                                                            | -                                                                     | 46’ 87’                                                               |
| 28-3-2017                                                             | Alessandria d'Egitto                                                  | Egitto                                                                | 3 – 0                                                                 | Togo                                                                  | Amichevole                                                            | -                                                                     | 78’                                                                   |
| 12-11-2017                                                            | Cape Coast                                                            | Ghana                                                                 | 1 – 1                                                                 | Egitto                                                                | Qual. Mondiali 2018                                                   | -                                                                     |                                                                       |
| 1-6-2018                                                              | Bergamo                                                               | Egitto                                                                | 0 – 0                                                                 | Colombia                                                              | Amichevole                                                            | -                                                                     | 68’                                                                   |
| 6-6-2018                                                              | Bruxelles                                                             | Belgio                                                                | 3 – 0                                                                 | Egitto                                                                | Amichevole                                                            | -                                                                     | 62’                                                                   |
| 15-6-2018                                                             | Ekaterinburg                                                          | Egitto                                                                | 0 – 1                                                                 | Uruguay                                                               | Mondiali 2018 - 1º turno                                              | -                                                                     | 50’                                                                   |
| 16-10-2018                                                            | Manzini                                                               | eSwatini                                                              | 0 – 2                                                                 | Egitto                                                                | Qual. Coppa d'Africa 2019                                             | -                                                                     | 85’                                                                   |
| 8-9-2023                                                              | Il Cairo                                                              | Egitto                                                                | 1 – 0                                                                 | Etiopia                                                               | Qual. Coppa d'Africa 2023                                             | -                                                                     | 90+1’                                                                 |
| 12-9-2023                                                             | Il Cairo                                                              | Egitto                                                                | 1 – 3                                                                 | Tunisia                                                               | Amichevole                                                            | -                                                                     | 86’                                                                   |
| Totale                                                                |                                                                       | Presenze                                                              | 9                                                                     |                                                                       | Reti                                                                  | 0                                                                     |                                                                       |

## Palmarès

### Club

#### Competizioni nazionali
- Football League Two: 1

Chesterfield: 2013-2014
- Football League One: 2

Wigan: 2015-2016, 2017-2018